# ロシア・バロック
ロシア・バロック(ロシア語:Русское бароккоルースカイェ・バローッカ)は、18世紀前半ロシアに見られたバロック様式のひとつ。建築、彫刻、絵画に見られた。

## 概要
ロシア・バロックは、18世紀中葉にフランチェスコ・バルトロメオ・ラストレッリによって創造された建築物においてもっとも輝かしく提示された。彼は、17世紀後半以降モスクワで好まれたモスクワ・バロック(ナルィーシュキン・バロック)をイタリア・バロックと融合させることにより昇華させた。彼の様式は、勇壮なイメージの創造やロシア帝国の権威の表象の探求をその特徴としていた。
ラストレッリは、ペテルブルクの冬宮殿(1754年 - 1762年)やストロガノフ宮殿(1752年 - 1754年、ストローガノフ家はロシアの名門貴族)、ペテルゴーフ(1746年 - 1775年)、ツァールスコエ・セローのエカチェリーナ宮殿(1747年 - 1757年、エカチェリーナ2世はロシアの皇帝)にみられる壮大な宮殿のアンサンブルが創出した。建築の規模の大きさ、装飾の抜きん出た豊富さと豪華さ、金箔を施された建築物正面（ファサード）の2色あるいは3色からなる彩色は、観る者の想像力を掻きたて、心底感嘆させるものであった。ラストレッリの建築に見られる壮麗な祝祭のような特徴は、18世紀中葉の芸術全般に見られた。
この時期、ペテルブルクやモスクワでは、ラストレッリの他にフョードル・セミョーノヴィチ・アルグノーフ、サッヴァ・イヴァーノヴィチ・チェヴァンスキイ、アンドレーイ・ヴァシーリエヴィチ・クヴァーソフのような巨匠たちが活躍していた。